# Josef Šváb-Malostranský
Josef Šváb-Malostranský (16. března 1860 Praha-Malá Strana – 30. října 1932 Praha) byl český herec, kabaretiér, prozaik, dramatik, písničkář, režisér a scenárista. Stál u zrodu českého filmu (1898) a stal se prvním českým filmovým hercem (Dostaveníčko ve mlýnici).

## Životopis
Josef Šváb-Malostranský se učil pekařem, později měl v Mostecké ulici na Malé Straně papírnictví, vydával lidové písničky a kuplety. Už tehdy si začal vymýšlet vtipné veršíky, scénky a kuplety, s nimiž vystupoval jako lidový zpěvák a ochotník. V 80. letech byl typickým představitelem českého lidového humoru a stal se mezi lidmi velmi oblíbený. Působil i v Malostranské besedě. Přispíval do humoristických časopisů Švanda dudák, Kopřivy, Humor, Dobrá kopa. Své kuplety zdarma posílal i českým krajanům do Ameriky a Austrálie. Společně s Heřmanem Zeffim měl významné místo ve vývoji českého klasického kabaretu. V letech 1885–1916 byl členem Švandova divadla.
Přátelil se s významnými osobnostmi, nejvíce si rozuměl s Ignátem Herrmannem, znal se s Janem Nerudou a Svatoplukem Čechem.

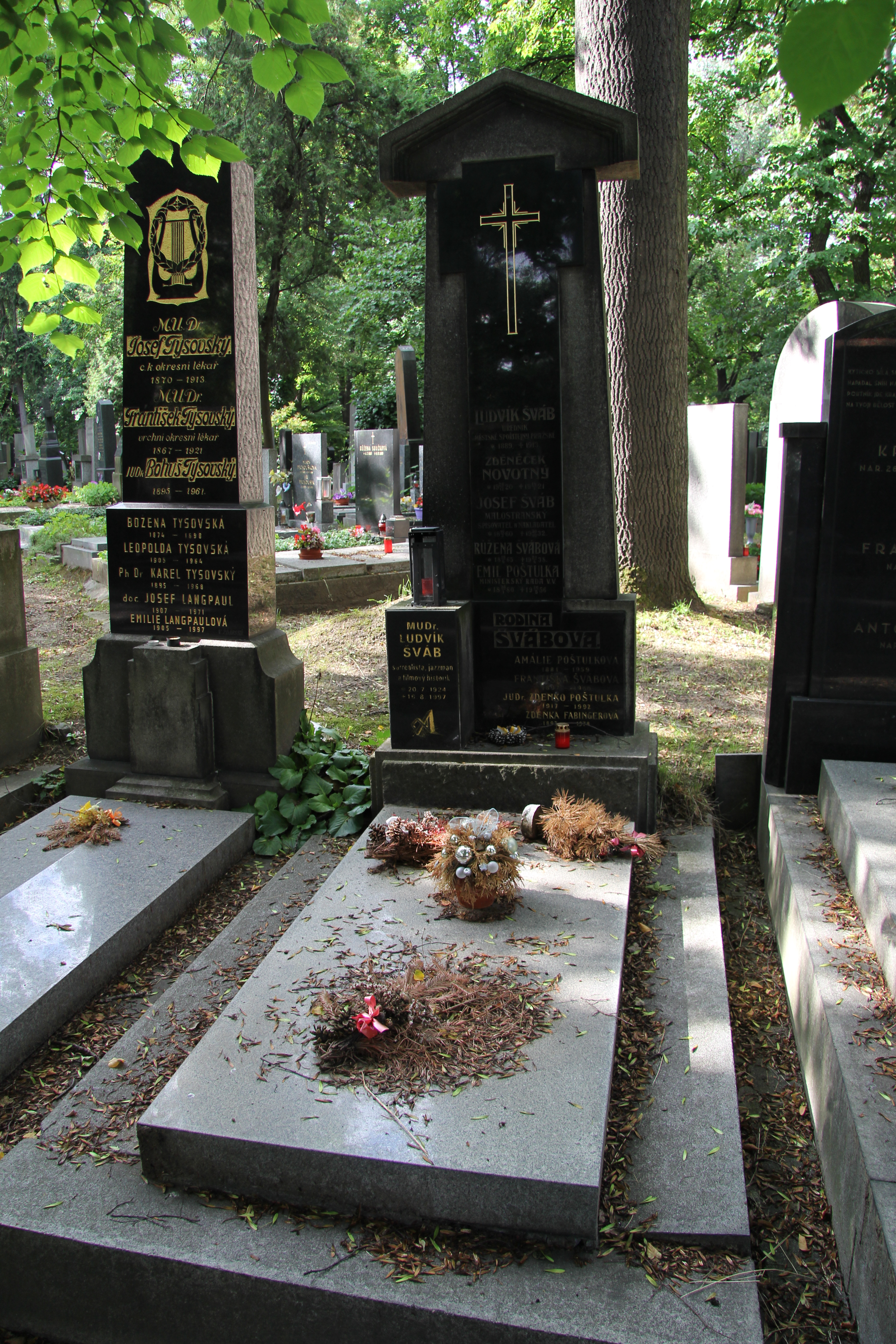
Hrob Josefa Švába-Malostranského na Olšanských hřbitovech

Rád vždy zdůrazňoval, že na Jubilejní výstavě 1891 byl prvním Čechem, který promluvil a zazpíval do Edisonova fonografu. Když hledal Jan Kříženecký herce do svých prvních filmů, Šváb se mu sám přihlásil a stal se společně s Ferdinandem Gýrou prvním českým hercem ve filmech Dostaveníčko ve mlýnici a Výstavní párkař a lepič plakátů. Oba filmy natočili v areálu Pražského výstaviště. Kromě těchto groteskních výstupů natočil v téže době i film Smích a pláč, který je vynikajícím sólovým dílkem, v němž předváděl svoji tvář na přechodu od smíchu k pláči.
K filmu se pak dostal až těsně před 1. světovou válkou, kdy nová společnost Lucernafilm natočila jako svoji premiéru film podle Švábovy divadelní hry Zlaté srdéčko. Šlo o repertoárovou hru Švandova divadla a on sám si v ní zahrál se značným divadelním přehráváním roli sluhy France.
Po skončení dráhy u divadla se stal knihkupcem a vydavatelem kupletů a divadelních her. Již od roku 1911 vydával časopis Český kabaret, později přejmenovaný na Švábův český kabaret. Zde vycházely také notové zápisy písniček i některé scénky Červené sedmy. Často se však aktivně účastnil natáčení mnoha němých filmů. Ve filmu Sen frátera Ondřeje vytvořil klasický typ lidového faráře s kulatým bříškem, s usměvavými rty a vykulenýma očima. Podobných farářských rolí si zahrál ještě několik. Většinou hrál jen drobné postavy od přestárlých záletníků a sluhů a hostinských až po role továrníků. Zahrál si ještě ve čtyřech zvukových filmech, nejznámější je jeho postava katechety z Lamačova filmu Kantor Ideál.
Po jeho smrti zdědil Švábův obchod s knihami v Saském domě, kde se říká také U Štajniců na Malé Straně, jeho syn Karel Šváb, popravený nacisty roku 1942.

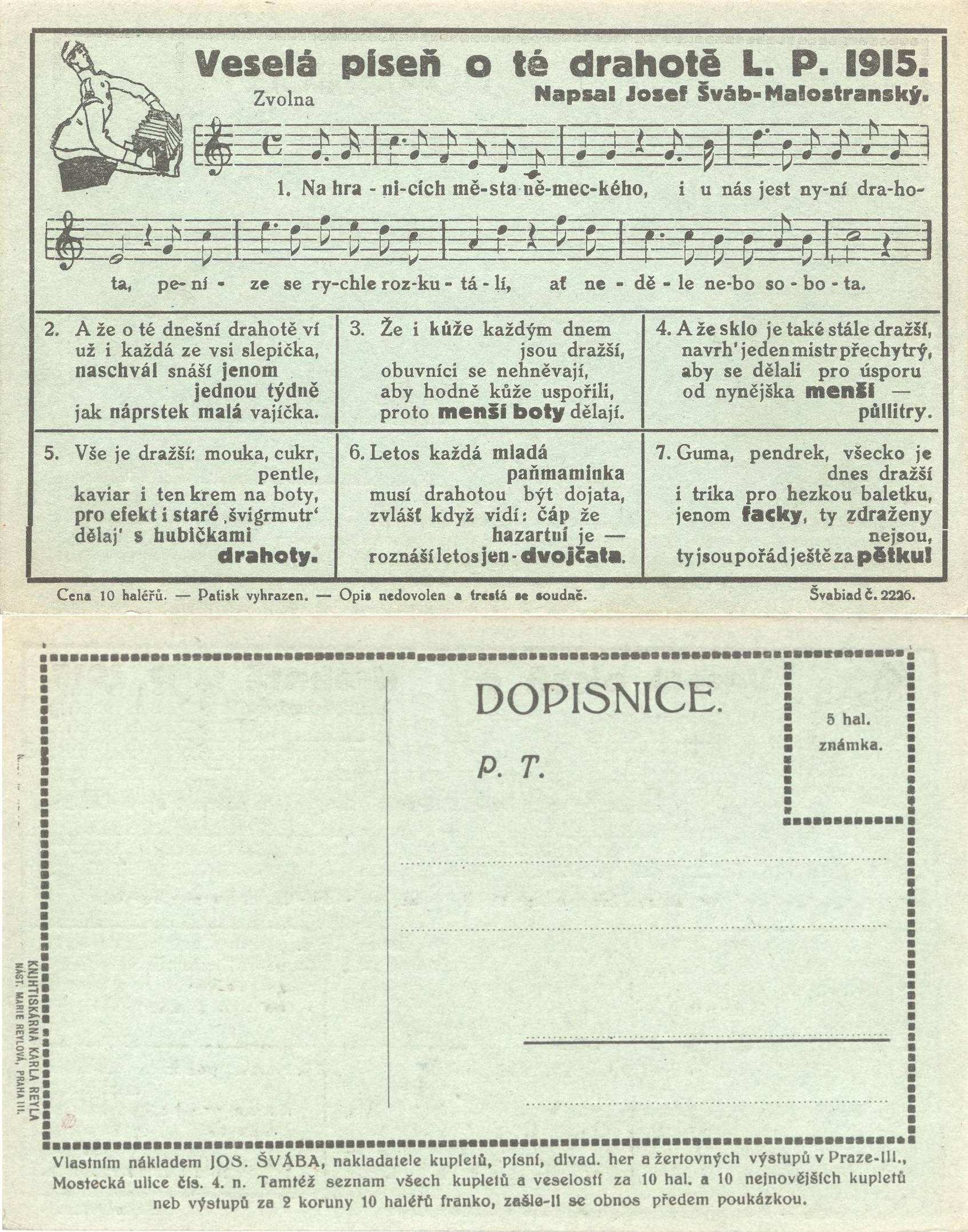
Veselá píseň o té drahotě L.P. 1915

## Filmografie

### Role
- Dostaveníčko ve mlýnici, 1898 – starý záletník
- Smích a pláč, 1898 – on sám
- Výstavní párkař a lepič plakátů, 1898 – párkař
- Pět smyslů člověka, 1913 – Prefatýn
- Zlaté srdéčko, 1916 – sluha Franc
- Polykarp aprovisuje, 1917 – sluha
- Čertisko, 1918 – továrník Blažek
- Princezna z chalupy, 1918 – negři
- Sen frátera Ondřeje, 1918 – mníšek Ondřej
- Byl první máj, 1919 – běloši Rabbi Löw, 1919 – role neuvedena
- Nikyho velebné dobrodružství, 1920 – starosta
- Setřelé písmo, 1920 – profesor a člen muzea
- Zpěv zlata, 1920 – sluha
- Cikáni, 1921 – host na zámku
- Irčin románek II, 1921 – biskup
- Kříž u potoka, 1921 – bohatý sedlák
- Manželé paní Ireny, 1921 – negři
- Otrávené světlo, 1921 – sluha Jan
- Příchozí z temnot, 1921 – starý sluha Jan
- Roztržené foto, 1921 – sluha, vrátný v hotelu (dvojrole)
- Živé mrtvoly, 1921 – profesor Florian Pátek
- Adam a Eva, 1922 – starší pán
- Dejte se omladit, 1922 – Jeremiáš Máček
- Jejich svatební noc, 1922 – posluha
- Komptoiristka, 1922 – role neuvedena
- Lásky slečny Věry, 1922 – četnický strážmistr
- Likérová princeznička, 1922 – Hrášek
- Mrtví žijí, 1922 – notář JUDr. Rulík
- Prodaná nevěsta, 1922 – Mícha
- Buď připraven, 1923 – zahradník Valášek
- Tu ten kámen, 1923 – sýrař
- Únos bankéře Fuxe, 1923 – strážník
- Záhadný případ Galginův, 1923 – starý sluha Tomáš
- Závěť podivínova, 1923 – role neuvedena
- Píseň života, 1924 – komorník u velkostatkáře Zalužanského
- Lucerna, 1925 – farář
- Parnasie, 1925 – starý komorník Jan
- Vdavky Nanynky Kulichovy – 1925, farář
- Vyznavači slunce, 1925 – konšel
- Dobrý voják Švejk, 1926 – manžel paní Wendlerové
- Falešná kočička, 1926 – účastník průvodu
- Irča v hnízdečku, 1926 – biskup
- Lásky Kačenky Strnadové, 1926 – uzenář
- Loupežníci na Chlumu, 1926 – hospodský
- Pantáta Bezoušek, 1926 – farář
- Příběh jednoho dne, 1926 – host ve vinárně
- Radioamatéři, 1926 – domácí Broukal
- Řina, 1926 – knížecí sluha
- Kašpárek kouzelníkem, 1927 – role neuvedena
- Krásná vyzvědačka, 1927 – ministr zdravotnictví
- Provaz z oběšence, 1927 – obecní policajt Strachota, bába (dvojrole)
- Filosofka Mája, 1928 – továrník Karel Čermák
- Kainovo znamení, 1928 – hostinský
- Kedlubnový kavalír, 1928 – host na zásnubách
- Modrý démant, 1928 – účastník spiritistické seance
- Pramen lásky, 1928 – továrník Emanuel Bumbrlíček
- Veterán Votruba, 1928 – veterán
- Boží mlýny, 1929 – farář
- Hříchy lásky, 1929 – venkovský herec
- Chudá holka, 1929 – zpěvák v šantánu
- Tchán Kondelík a zeť Vejvara, 1929 – host na křtinách
- Z českých mlýnů, 1929 – host na zásnubách
- Když struny lkají, 1930 – host v hostinci
- Kariéra Pavla Čamrdy, 1931 – kněz
- Kantor Ideál, 1932 – profesor katecheta
- Pepina Rejholcová, 1932 – kupec Robinson Rákoska

### Režie
- Pět smyslů člověka, 1913
- Živé mrtvoly, 1921

### Scénáře
- Dostaveníčko ve mlýnici, 1898
- Pět smyslů člověka, 1913
- Zlaté srdéčko, 1916

### Náměty
- Smích a pláč, 1898
- Výstavní párkař a lepič plakátů, 1898
- Zlaté srdéčko, 1916
- Živé mrtvoly, 1921

## Dílo
- Víš co se mi zdálo? (1905) [3]
- K ubrečení dojemná píseň o tom ševci-setníku v tom německém Kopníku (1910) [4]
- Zajímavá a napínavá jarmareční píseň o slavném baronu Prášilovi (1910) – laciné vydání [5]
- Sylvestr - republikán (1913) – žertovná sylvestrovská scéna [6]
- Plačtivá píseň o dvojnásobném krutém mordu (1916) – [7]
- Můj kamarád (1918) – veselý protějšek k světoznámému smutnému kamarádu od Karla Hašlera [8]
- Bílý svíteček (1918) – časově veselý a vesele časový protějšek k oblíbené písni Karla Hašlera Bílý kvíteček [9]
- Hřbitove, hřbitove (194?) – národní lidová píseň: zvukové nahrávky [10]